# Temistoclea
Temistoclea o Themistoclea; también Aristoclea (/ˌærɪstəˈkliːə/; Ἀριστοκλεία Aristokleia), Theoclea (/ˌθiːəˈkliːə/; Θεοκλεία Theokleia); fl. (siglo VI AC) fue una sacerdotisa de Delfos. 

## Vida
Según las fuentes supervivientes, Temistoclea fue profesora de Pitágoras.

En la biografía de Pitágoras en sus Vidas, opiniones y sentencias de los filósofos más ilustres, Diógenes Laercio (siglo III d. C.) cita la declaración de Aristóxeno (siglo IV a. C.) que Temistoclea enseñó a Pitágoras sus doctrinas morales:

«Aristóxeno dice que Pitágoras tomó la mayoría de sus doctrinas morales de la sacerdotisa délfica Temistoclea».
Porfirio (233–305 d. C.) la nombra como Aristoclea (Aristokleia), aunque casi seguro se esté refiriendo a la misma persona. Porfirio repite que fue la profesora  de Pitágoras:
«Él (Pitágoras) enseñó mucho más, lo que afirmó haber aprendido de Aristoclea en Delfos».
En el siglo X la enciclopedia Suda la llama Theoclea (Theokleia) y declara que era la hermana  de Pitágoras, pero esta información probablemente surge de una corrupción y malentendido en un pasaje de Diógenes Laercio.